# Basilio Santa Cruz

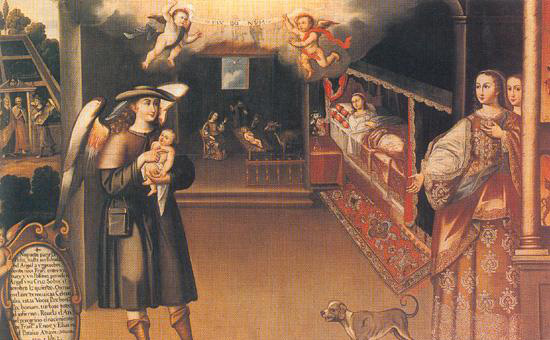
El nacimiento de San Francisco, según Basilio Santa Cruz Pumacallao (Iglesia de San Francisco, Santiago, Chile, ca. 1670-1680.

Basilio de Santa Cruz Puma Callao fue un pintor peruano que vivió durante el tiempo virreinal, siglo XVII, en el Cuzco y tuvo al Obispo Mollinedo como su principal mecenas. Su estilo está marcado dentro del Barroco pleno. Con su obra se puede apreciar por primera vez un paralelo entre la pintura del Perú y la de España. Su pintura está caracterizada por tener una composición dinámica, ser muy decorativa y de grandes dimensiones. El estilo de Santa Cruz es muy diferente al de Quispe Tito, pues no está basada específicamente en grabados sino que está más ligada al trabajo de los pintores españoles como Murillo y Valdés Leal, quizás esto como consecuencia de las piezas que el obispo Mollinedo trajo consigo desde Madrid.
Se puede apreciar parte de su obra en la Catedral del Cuzco. Es así que se observa en los laterales del trascoro a la Virgen de Belén y a la Virgen de la Almudena. Y en el transepto la serie de las Santas Mártires y la Aparición de la Virgen a San Felipe Neri.
También en el Convento de San Francisco del Cuzco podemos apreciar la Serie de la vida de San Francisco, en la cual solamente se encuentra firmado el último cuadro, datado en 1667.
En la Iglesia de la Merced podemos encontrar el Martirio a San Laureano, pintura barroca con ángeles al estilo de Murillo.
Basilio de Santa Cruz Pumacallao creó, junto a José López de los Ríos y Leonardo Torres, las iconografías de los ángeles y arcángeles arcabuceros tan característicos de la escuela cuzqueña y tan distintos de los ángeles que se representaban por la misma época en Europa.
- Datos: Q3276450
- Multimedia: Basilio Santa Cruz Pumacallao / Q3276450